# Awarowie
Awarowie (gr. Άβαροι itp.) – lud koczowniczy o spornym pochodzeniu, który w połowie VI wieku pojawił się w Europie. Utworzony przez Awarów wspólnie z Kutigurami kaganat zasłynął na przełomie VI i VII wieku łupieżczymi wyprawami głównie przeciw Bizancjum. Po upadku kaganatu na początku IX wieku Awarowie stopniowo zaniknęli. Charakterystyczną cechą wyglądu zewnętrznego Awarów był niespotykany wśród ludów europejskich zwyczaj wiązania włosów w dwa warkocze.

## Etymologia nazwy
Greckie bizantyjskie: l.poj. ̉Άβαρ/Abar, l.mn. ̉Άβαρεις/Abareis, ̉Άβαροι/Abaroi, gdzie beta wymawiano jak dwuwargowe dźwięczne „b”; co nie jest ścisłą regułą dla okresu języka średniogreckiego (V–XV w.), gdyż pomiędzy okresem języka starogreckiego (VI w. p.n.e. – V w.) a erą języka nowogreckiego musiał istnieć okres przejściowy i należy pamiętać o częstej wymienności w średniowieczu W:B; jednak z „b” zachował się we wszystkich językach słowiańskich (z wyjątkiem bułgarskiego i dolnołużyckiego, które go nie znały), prasłowiańskie l.poj. *Obъr, l.mn. *Obъrъ, staroruskie Obъre, Obъri (Объре, Объри), l.poj. Obъrinъ. We wszystkich językach słowiańskich, które ten etnonim znały, dał początek słowu „olbrzym, gigant” (z wyjątkiem ruskiego – gdzie Awar, koczownik): serbskie i chorwackie, częste zwłaszcza w nazwach miejscowych Obre/Обре, Obrov/Обров, Obrovac/Обровац, staropolskie obrzym (współcześnie z mazowiecką epentezą l olbrzym), słoweńskie óbǝr/ober, czeskie obr, słowackie obor, górnołużyckie hobr – „wielkolud, gigant”.
G.-R. A.-K. Gusejnow zwrócił uwagę na prawidłowość, iż górnołużyckiemu hobr (z faryngalnym/gardłowym h, czyli spółgłoską szczelinową miękkopodniebienną bezdźwięczną, w języku polskim zapisywanym dwuznakiem Ch) odpowiada X-wieczne słoweńskie *о́bъrъ/*о́bьrъ z długim zamkniętym ó pod wschodzącym akcentem w pierwszym zgłosce, co ma miejsce w dialektach Karyntii, Styrii i Recji, a to koreluje z faktem, iż w ruskich latopisach etnonim Obъre, Obъri zapisywano za pomocą omegi odpowiadającej greckiemu długiemu ō, a nie przez omikron (odpowiadającemu krótkiemu o) – ωбърЬ, ωбъринъ, ts. w Żywocie Teodozjusza Pieczerskiego (1219 r., w miejsce łacińskiego Hunnus), podobnie w Czeti Minei (Минеи-Четии, redakcji z XV wieku) ωбьринъ oraz w XVI-wiecznym rękopisie Творения Мефодия Патарского ωбъри, co oznacza, że pierwsza samogłoska pierwotnie miała brzmienie odrobinę inne od dzisiejszego o (przegłos).
W Słowie o pułku Igora występuje:

Поскепаны саблями калеными шеломы оварьскыя от тебе, яр туре Всеволоде!
transliteracja:

Poskepany sabljami kalenymi szelomy owar’skyja ot tebe, jar ture Wsewolode!

tłumaczenie:
Porąbane szablami hartowanymi szłomy awarskie przez ciebie, jar-turze Wsiewołodzie!

## Pochodzenie Awarów

### Relacje współczesnych
Pierwszą informację o Awarach podaje w swej Kronice Menander. Pisze on o pojawieniu się w Konstantynopolu poselstwa awarskiego na przełomie 557 i 558 roku. Awarzy byli wedle Menandra zupełnie nieznani Bizantyjczykom. Sensację wzbudził ich wygląd – długie splecione warkocze noszone przez mężczyzn. Wydaje się, że rzeczywiście Bizantyjczycy w tym czasie nie zetknęli się z Awarami i nic o nich nie wiedzieli, bowiem kolejną informację o Awarach Menander podaje w związku z wizytą posła kagana tureckiego Dizabula w 568 roku. Poseł miał wówczas przekazać, że Awarzy są zbiegłymi poddanymi tureckimi, których kagan zamierza ścigać i ukarać. Tenże Menander podaje również, że w trakcie poselstwa bizantyjskiego do Turków w 576 roku kagan Turksathos wyraził wobec posła greckiego Walentyna niezadowolenie z powodu układów Bizancjum z jego zbiegłymi poddanymi, Awarami, których nazwał Warchunitami.
Najwięcej wiadomości o pochodzeniu Awarów przynosi list kagana Tardu do cesarza Maurycjusza z 598 roku przytoczony w kronice Teofilakta Symokatty:

Kagan przeprowadził i drugie przedsięwzięcie i podporządkował sobie wszystkich Ogur. Jest to jedno z najsilniejszych plemion zarówno ze względu na wielką liczebność jak i wyszkolenie w rzemiośle wojennym. Żyją oni na wschodzie, gdzie przepływa rzeka Til, którą Turcy zwą Czarną. Najdawniejsi wodzowie tego plemienia nazywani byli „War” i „Hunni”. Za panowania cesarza Justyniana z owych „War” i „Hunni” niewielka grupa młodzieży tego ludu wpadła do Europy. Ci nazwawszy się Awarami, uczcili swego wodza nazwaniem „Qagan” […] Barselci, Onogurzy, Sabirowie i oprócz nich inne plemiona huńskie, ujrzawszy, że część War i Hunni uciekła w kierunku ich siedzib, przejęci zostali strachem – przypuszczali, że pośród przybyszów są Awarzy. Dlatego uczcili tych uciekinierów wspaniałymi darami, wierząc że kupili sobie w ten sposób bezpieczeństwo. Kiedy War i Hunni ujrzeli korzystny początek ucieczki, wykorzystali pomyłkę poselstwa i sami zaczęli nazywać się Awarami. Pośród plemion scytyjskich bowiem plemię Awarów jest najbitniejsze.

### Teoria rourańska
Najstarsza teoria dotycząca pochodzenia Awarów, sformułowana w 1758 roku przez Josepha de Guignesa, a współcześnie rozwinięta przez A. Kollautza i H. Miyakawę, wiąże pochodzenie Awarów z plemionami Rouranów. Rouran byli federacją plemion zamieszkującą terytoria pomiędzy Jeziorem Bałchasz i Tienszanem na zachodzie a wzniesieniami Wielkiego Chinganu na wschodzie. Specjalizowali się w łupieżczych wyprawach na Cesarstwo Chińskie. Okres ich dominacji trwał około 200 lat, od połowy IV wieku do 552–555 roku, kiedy to zupełnie rozbili ich dawni poddani – Turkuci.
Autorzy teorii powołują się zasadniczo na 5 przesłanek przemawiających za takim pochodzeniem Awarów:
- Źródła chińskie podobnie jak Teofilakt mówią o schronieniu się odłamu Rouranów na obszarze północnych Chin. W relacji Teofilakta mówi się o mieście Tabgač, do którego uciekli War i Hunni. Nazwa Tabgač, wywodząca się od panujących w V i VI wieku w północnych Chinach Tabgaczy, była tureckim określeniem północnych Chin.
- Cechą charakterystyczną Rouranów były noszone przez mężczyzn warkocze.
- Chińska nazwa tego plemienia stanowić ma odpowiednik mongolskiego abarga – co oznacza „węże”, „wężowe ruchy” i może stanowić aluzję do warkoczy, jak i zwierzęcia totemowego jednego z klanów.
- Za pochodzeniem Awarów od Rouranów przemawia również porównanie dat. W 555 roku Rouran zostali rozbici przez Turkutów. W 558 roku pojawili się na przedwzgórzu Kaukazu i na dworze w Konstantynopolu.
- Wreszcie zaciekłość, z jaką kaganowie tureccy wypowiadają się o Awarach, wskazuje na zadawnioną nienawiść. Podstawy do takich uczuć mieli niewątpliwie Turkutowie w stosunku do Rouranów. Korzystali wprawdzie ze schronienia na terytorium ich kaganatu, byli jednak przez pokolenia traktowani z pogardą jako wyrobnicy zajmujący się wytapianiem metalu[7].

Autorzy teorii rourańskiej odrzucają relację Teofilakta o przejęciu przez plemiona War i Hunni nazwy Awarów od prawdziwych Awarów. Ich zdaniem War i Hunni to Warchonici – oboczne (tureckie lub sogdyjskie) określenie odłamu Rouranów. Nazwa Awarowie powstała w wyniku przekształcenia tych obcych nazw.

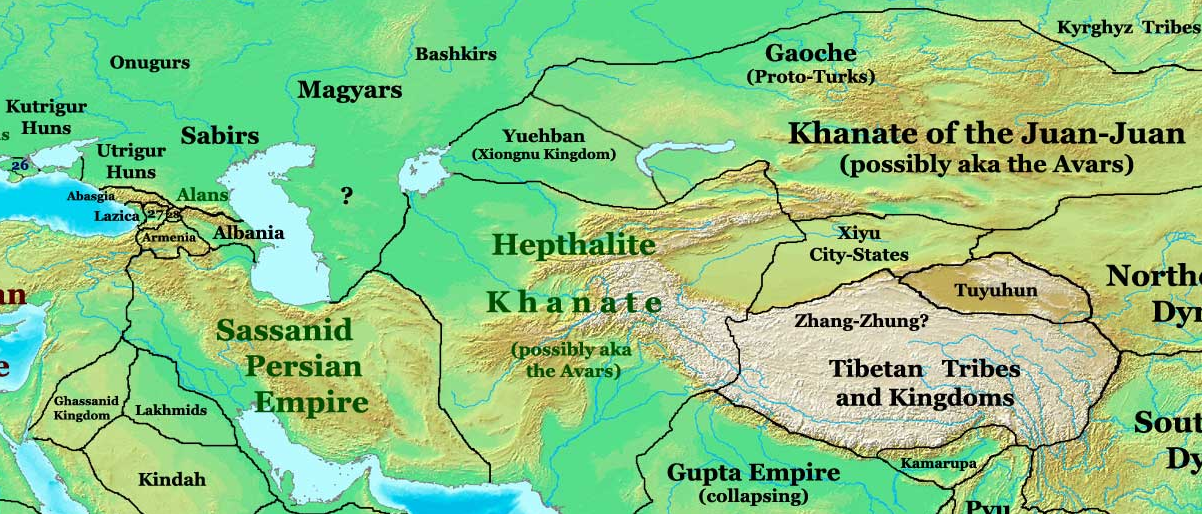
Terytoria Rouranów (na mapie: Juan-Juan) i Heftalitów, wedle głównych teorii ojczyzny Awarów

Najpoważniejszym zarzutem podnoszonym przeciw tej teorii jest brak jakichkolwiek informacji w źródłach chińskich o ucieczce Rouranów z terenu Chin na zachód.

### Teoria heftalicka
Kolejna teoria została sformułowana na początku XX wieku przez J. Marquarta, a rozwinięta przez H. W. Haussiga. Opiera się ona zasadniczo na relacji Teofilakta. Plemiona, które Teofilakt określa jako War i Hunni (Οὐἁρ καἰ Χουννί oraz Ψευδάβαροι – Pseudoawarowie), a Menander jako Warchonitów (Οὐαρχωννῖται – Ouarchonnici/Awarchonnici) miały około połowy IV wieku przywędrować z podległych Rouranom terenów położonych na wschód od Wielkiego Chinganu, do Azji Środkowej – do zachodniego Turkiestanu. Ziemie te leżące w bezpośrednim sąsiedztwie Sogdiany stanowiły zachodnie peryferie federacji heftalickiej. Rozgromieni przez Turkutów War i Hunni uciekli w kierunku północno-zachodnim. Natomiast prawdziwymi Awarami, o których mówi Teofilakt byli Rouran.
Przeciw tej teorii podnosi się dwa główne zarzuty. Najpierw, że wydaje się nieprawdopodobne, żeby w ciągu dwustu lat zamieszkiwania tych plemion w rejonie Sogdiany – będącej obszarem aktywności politycznej Bizancjum, pozostały one nieznane Bizantyjczykom. Menander podkreśla natomiast bardzo wyraźnie, że Awarowie byli w Konstantynopolu zupełnie nieznani. Po drugie: ani źródła chińskie ani bizantyjskie nie notują u Heftalitów zwyczaju związywania włosów w warkocze obserwowanego u Rouranów i europejskich Awarów.

### Inne teorie

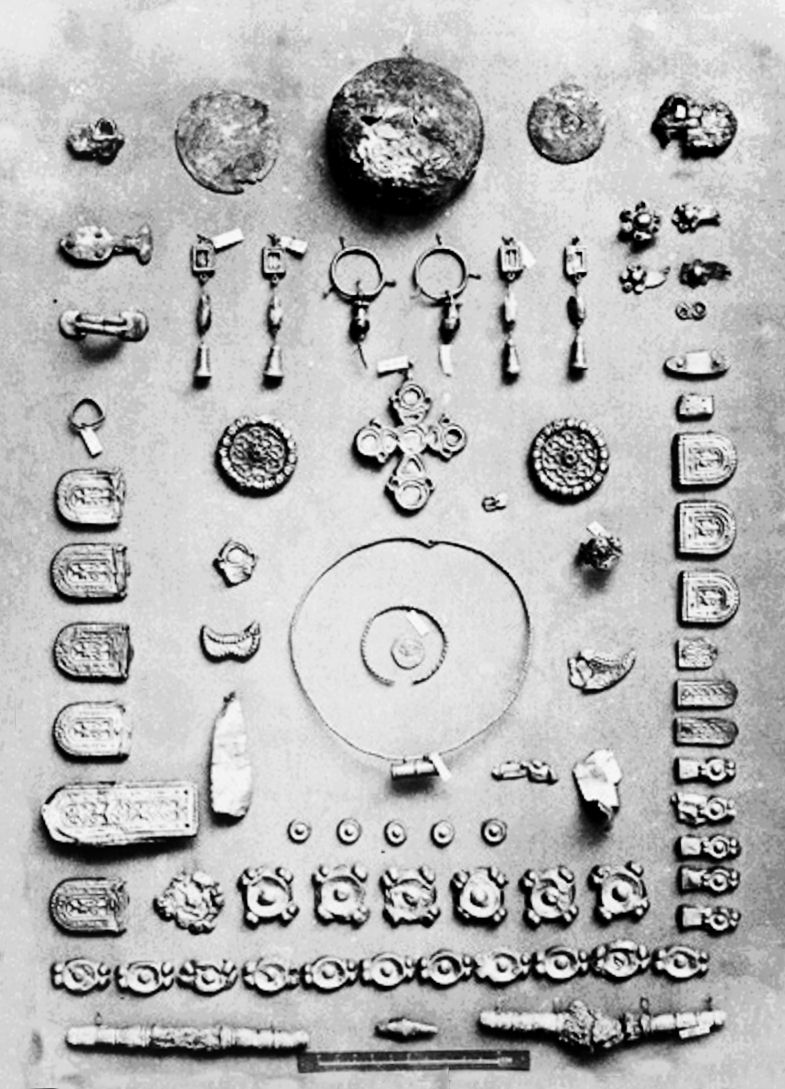
Pozostałości odnalezione w Ozora-Tótipuszta.

Uczeni rosyjscy M.I. Artamanow i Lew Gumilow, wychodząc od relacji Teofilakta, wskazali na jeszcze inną lokalizację pierwotnych siedzib Awarów. Przyjęli oni za prawdziwe istnienie plemion War i Hunni, które wedle Teofilakta stanowiły część potężnego plemienia Ogur (utożsamionego z Ugrami). Wychodząc od tego zidentyfikowali rzekę Til (przez Turków zwaną Czarną), nad którą mieszkali War i Hunni z Wołgą i wskazali ich siedziby w rejonie na północ od jeziora Aralskiego. Według tej koncepcji Awarowie byliby silnie sturczonym plemieniem ugryjskim. Główny argument wysuwany przeciw tej teorii uznaje za dziwne, że Barsilowie mieszkający przez 100 lat w ich sąsiedztwie mogli ich pomylić z „prawdziwymi” Awarami.
A.N. Bernštam zaproponował teorię „mieszaną”. W trakcie prac archeologicznych prowadzonych na terenach, na których Awarowie utworzyli w Europie swoje państwo, odnaleziono szereg zabytków nawiązujących do znalezisk dalekowschodnich takich jak: całopalenia konia wraz z uprzężą, naczynia z kwadratowymi, rogatymi wylewami charakterystyczne dla kultury mongolskiej czy tuwańskiej. Odkryto również pochodzącą z wczesnego okresu istnienia państwa awarskiego ceramikę o charakterze irańskim i sogdyjskim. Bernštam zaproponował, by przodków Awarów szukać zarówno pośród Rouranów jak i pośród Heftalitów, którzy wymieszali się ze sobą podczas wędrówki na zachód.

## Nazwa plemienia
A. Kollautz i H. Miyakawa uznają, że określenie Awarowie pochodzi od pierwotnej nazwy plemienia Warchonitów lub War i Hunni Zeuropeizowana forma powstała najprawdopodobniej przez nałożenie nazw innych ludów azjatyckich podobnie brzmiących i znanych od starożytności (jak np. partyjscy Aparnowie).
H.W. Haussig nazwę Awarów wywodzi od mitologicznej postaci świata scytyjskiego hiperborejczyka Abarisa. Za takie nadprzyrodzone istoty mieli wziąć, wedle tego uczonego, Awarów Sabirowie, Onogurzy i Barsilowie, gdy ich po raz pierwszy zobaczyli.
Według L. Gumilowa nazwa Awarów pochodzi od plemienia nazywanego Abar (po turecku, po chińsku Aba) zamieszkującego pierwotnie Dżungarię. W XIX wieku w literaturze polskiej czasami nazywani Obrami.

## Język Awarów
Trudno rozstrzygnąć zagadnienie dotyczące języka jakim posługiwali się Awarowie. Wysuwa się wprawdzie tezy, że mógł to być język mongolski, turecki lub ugryjski, zważywszy jednak na to, że źródła przekazały nam jedynie kilkanaście imion własnych i tytułów awarskich, trudno na tej podstawie stwierdzić coś pewnego. Sytuację dodatkowo komplikuje wielokulturowy skład etniczny federacji awarskiej i obecność w niej plemion bułgarskich, huńskich, germańskich i słowiańskich.

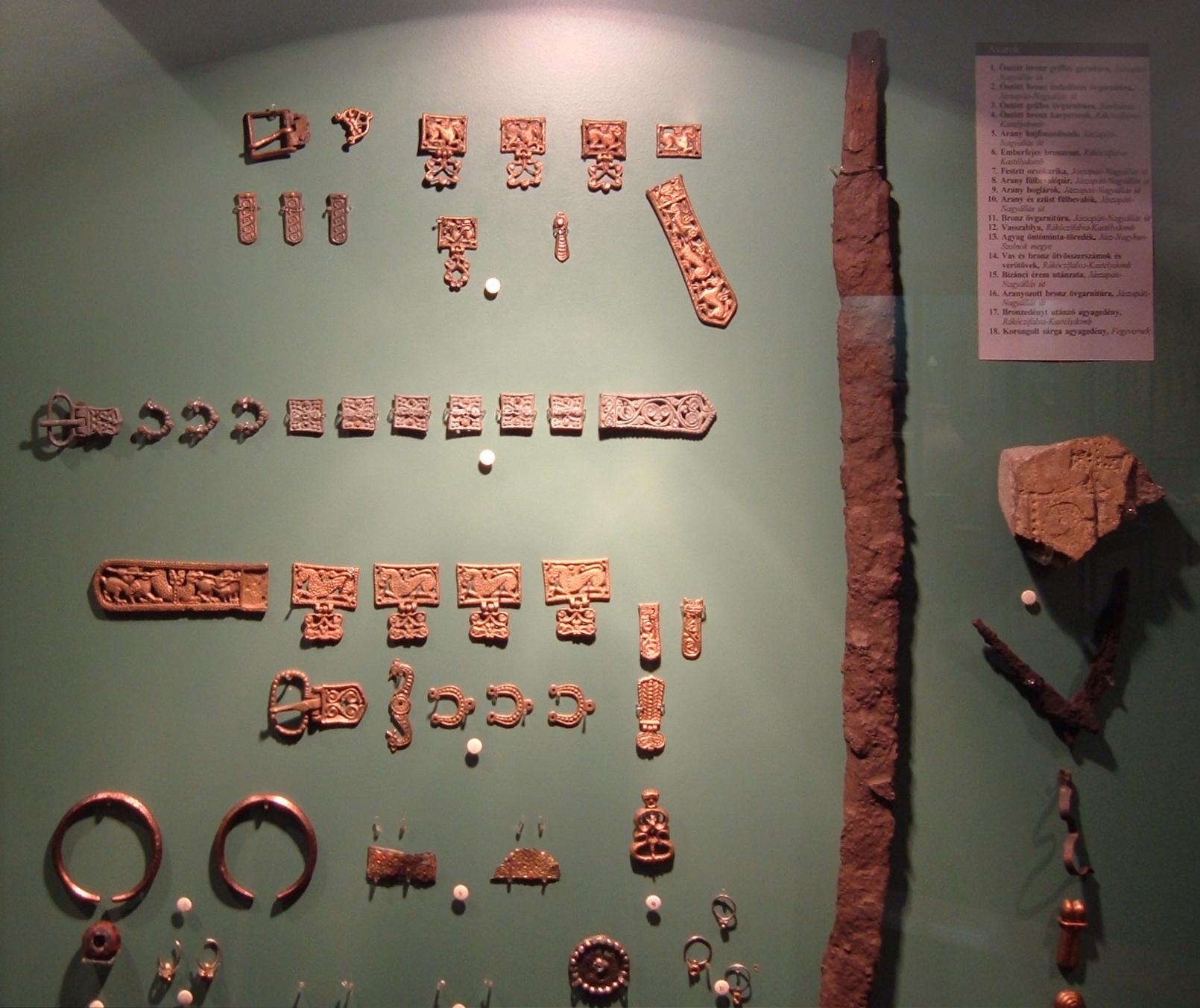
Obiekty z cmentarzyska w Szolnoku. Szabla i półpłaskie rzeźby smoków i zwierząt.

## Historia
Jest prawdopodobne, że przodkowie Awarów wchodzili w skład chanatu Rouran, którzy zamieszkiwali pierwotnie między Tienszanem a Wielkim Chinganem.
Awarowie pojawili się w Europie w roku 558 pod presją napierających ze wschodu Turków (zwanych też Staroturkami lub Turkutami). Po rozbiciu mieszkających nad Morzem Czarnym plemion huńskich Barsilów i Sabirów oraz bułgarskich Utigurów i Kutigurów utworzyli federację awarsko-kutigurską, w której skład weszły też grupy pozostałych podbitych plemion. Początkowo osiedlili się nad dolnym Dunajem, tworząc kordon wzdłuż północnej granicy Cesarstwa Bizantyńskiego. Podporządkowali tu sobie plemiona słowiańskie, które w strefie naddunajskiej przebywały już wcześniej, zapewne od połowy V wieku (co stało się możliwe dzięki załamaniu się potęgi Hunów, którzy wcześniej panowali nad tą strefą). Cesarstwo Bizantyńskie usiłowało odwrócić uwagę Awarów od najazdów na swoje terytorium kierując ją najpierw ku Frankom, potem ku Gepidom. Wkrótce Awarowie zaangażowali się w konflikt gepidzko-longobardzki, rozbijając w koalicji z Longobardami państwo Gepidów w Panonii w roku 567. W następnym, 568 roku Longobardowie dobrowolnie przekazali Awarom swoje ziemie położone na zachód od południkowego odcinka Dunaju i przenieśli się do północnej Italii.
Istniejący od VI wieku w Kotlinie Panońskiej kaganat Awarów, współdziałając ze Słowianami, był przeciwnikiem Bizancjum, granice którego najeżdżali Awarowie regularnie, łupiąc północną część Cesarstwa i domagając się wypłat coraz większego trybutu. W 582 roku Awarowie zdobyli Sirmium (Sremska Mitrovica), jedną z najważniejszych twierdz bizantyńskich, broniących północnej granicy Cesarstwa. W 586 roku oblegali bezskutecznie Tesaloniki. Kres najazdom awarskim na Bizancjum położyła nieudana wyprawa awarsko-słowiańsko-perska w roku 626, która zakończyła się nieudanym oblężeniem Konstantynopola (niektórzy uczeni uważają, że do klęski tego oblężenia przyczyniła się celowa dywersja słowiańska, skoordynowana z antyawarskim powstaniem Samona na Morawach). W okresie tym wiarołomstwo Awarów było w Konstantynopolu wręcz przysłowiowe. Miasto obroniło się jednak dzięki flocie greckiej, która zniszczyła flotyllę małych łódek słowiańskich wydrążonych w pniach, tak zwanych jednodrzewek, atakującą miasto od strony morza. Po roku 626 stosunki awarsko-bizantyńskie miały charakter pokojowy.
Kaganat awarski rozpadł się dopiero pod wpływem ataków frankońskich wojsk Karola Wielkiego i Protobułgarów pod koniec VIII wieku. W latach 791–805 Karol Wielki podbił Awarów i założył na ich dawnym terytorium kilka granicznych marchii, na czele których osadził swych namiestników, natomiast wschodnią część dawnego kaganatu awarskiego chan bułgarski – Krum, przyłączył do swego państwa.
Awarowie z czasem wtopili się w zamieszkującą te tereny ludność słowiańską, a później madziarską. Ostatnie wzmianki o Awarach (pseudo-Awarach, jak zwali ich wcześni geografowie) odnotowano w 822 roku.
O ich religii nie wiemy zbyt dużo – skąpe informacje podaje Paweł Diakon w Historii Longobardów. Najprawdopodobniej był to szamanizm, mieli zwyczaj swoim składanym do grobu zmarłym ucinać głowy i krępować kończyny, co może świadczyć o wierze w wampiryzm i demony.
To właśnie oni sprowadzili do Europy pierwsze żelazne strzemiona (wynalazek chiński). Frankowie zapożyczyli je od nich – jak i też typ siodeł – dzięki czemu majordom Karol Młot powołał do życia tzw. „frankijską jazdę pancerną”, z której wykształciło się późniejsze rycerstwo.

### Chronologia dziejów awarskich
- 557 – Pierwsze wzmianki o Awarach
- 558 – Podbój Barsilów mieszkających między Morzem Kaspijskim a Kubaniem i Sabirów zamieszkałych na prawym brzegu Wołgi.
- 558–560 – Rozgromienie Utigurów. Podbój terytoriów Kutigurów i utworzenie federacji plemiennej z Kutigurami, Utigurami i plemionami huno-bułgarskimi: Barsilami i Sabirami.
- 561 – Wspólny z Kutigurami najazd na ziemie położone dalej na zachód, a zamieszkane przez słowiańskich Antów.
- 561 – Osiedlenie Awarów przez Bizantyńczyków na północ od Dolnego Dunaju, jako kordonu przed najazdami słowiańskimi na Cesarstwo.
- 562 – Zakończona niepowodzeniem wyprawa na kraj Franków.
- 566 – Kolejna, tym razem zakończona zwycięstwem wyprawa przeciw Frankom.
- 567 – Udział w konflikcie gepidzko-longobardzkim i zajęcie ziem Gepidów na Nizinie Węgierskiej w dorzeczu Cisy, aż po Siedmiogród.
- 568 – Zajęcie ziem opuszczonych przez Longobardów wyruszających na podbój Italii, położonej na zachód od Dunaju Panonii.
- 569 – Najazd 10 tysięcy Kutigurów na cesarską Dalmację.
- 570 – Traktat pokojowy, w którym Cesarstwo uznało prawo Awarów do Panonii.
- 575 – Przymierze cesarza Tyberiusza z kaganem Bajanem, zobowiązujący Awarów w zamian za roczny trybut w wysokości 80 tysięcy sztuk złota do spacyfikowania Sklawinów nękających ziemie Cesarstwa.
- 578 – Najazd 100 000[potrzebny przypis] Awarów na ziemie Sklawinów.
- 582 – Zdobycie na Bizancjum Sirmium po dwóch latach oblężenia.
- 584 – Opanowanie przez Awarów Singidunum i Viminacium na prawym brzegu Dunaju.
- 585 – Najazd Awarów na ziemie Cesarstwa w kierunku Morza Czarnego aż po Anchialos. Zawarcie pokoju po podwyższeniu trybutu do 100 tysięcy.
- 586 – Wspólne ze Słowianami oblężenie Tesaloniki zwinięte z powodu głodu i zarazy
- 593 lub 595 – Wielka wyprawa na wschodnie Bałkany po Anchilaos i Herakleę.
- 596 – Najazd na frankońską Turyngię i kolejny najazd na Dalmację zakończony ewakuacją Awarów nękanych przez wojska bizantyjskie.
- 598 – Zwycięska kampania Awarów w Dobrudży, zakończona zawarciem pokoju z powodu zarazy nękającej Awarów. Ustalono podniesienie wysokości trybutu o kolejne 20 tysięcy sztuk złota oraz uznano Dunaj za rzekę graniczną pomiędzy obydwu państwami.
- 599 lub 600 – Zwycięska kampania armii bizantyjskiej, która w kilku bitwach pokonała Awarów, przeprawiła się przez Dunaj i dotarła w rejon Cisy i Temeszu.
- 602 – Atak Awarów pod dowództwem Apsicha na sprzymierzonych z Bizantyjczykami Antów. Najazd na bizantyjską Trację i wspólnie z Longobardami i Słowianami na Istrię.
- 603 – Pokój z Bizancjum w zamian za podwyższony trybut.
- 614 – Oblężenie Tesaloniki. Zdobycie wspólnie ze Słowianami Salony i opanowanie ziem nad Adriatykiem.
- 619 – Próba porwania cesarza bizantyjskiego Herakliusza w trakcie zawierania pokoju z kaganem.
- 620 – Bunt Słowian przeciw panowaniu awarskiemu[13].
- 622 – Rajd awarski pod Konstantynopol. Kolejny pokój podnoszący trybut do 200 tysięcy.
- 623/624 – Powstanie na Morawach i w północnej Panonii państwa Samona istniejącego do ok. 659 roku.
- 626 – Wielkie oblężenie Konstantynopola w porozumieniu z Persami, zakończone 10 sierpnia rozbiciem flotylli łódek słowiańskich przez flotę grecką i zwinięciem oblężenia.
- 630 – Walki związanych z wyborem nowego kagana pomiędzy Awarami jak i Bułgarami zakończone klęską i exodusem Bułgarów.
- 635 – Klęska w wojnie z chanem Wielkiej Bułgarii Kubratem i utrata ziem na wschodzie nad Morzem Czarnym
- Lata 30. VII wieku – wyparcie Awarów znad Adriatyku.
- Lata 70. VII wieku – Zwycięskie walki Bułgarów Asparucha z Awarami i wyparcie ich znad dolnego Dunaju.
- 663 – Zwycięska interwencja Awarów na prośbę króla Longobardów Grimoalda I we Friulu.
- 741/742 – Klęska w wojnie z Bawarami o zwierzchnictwo nad ziemiami Słowian karantańskich.

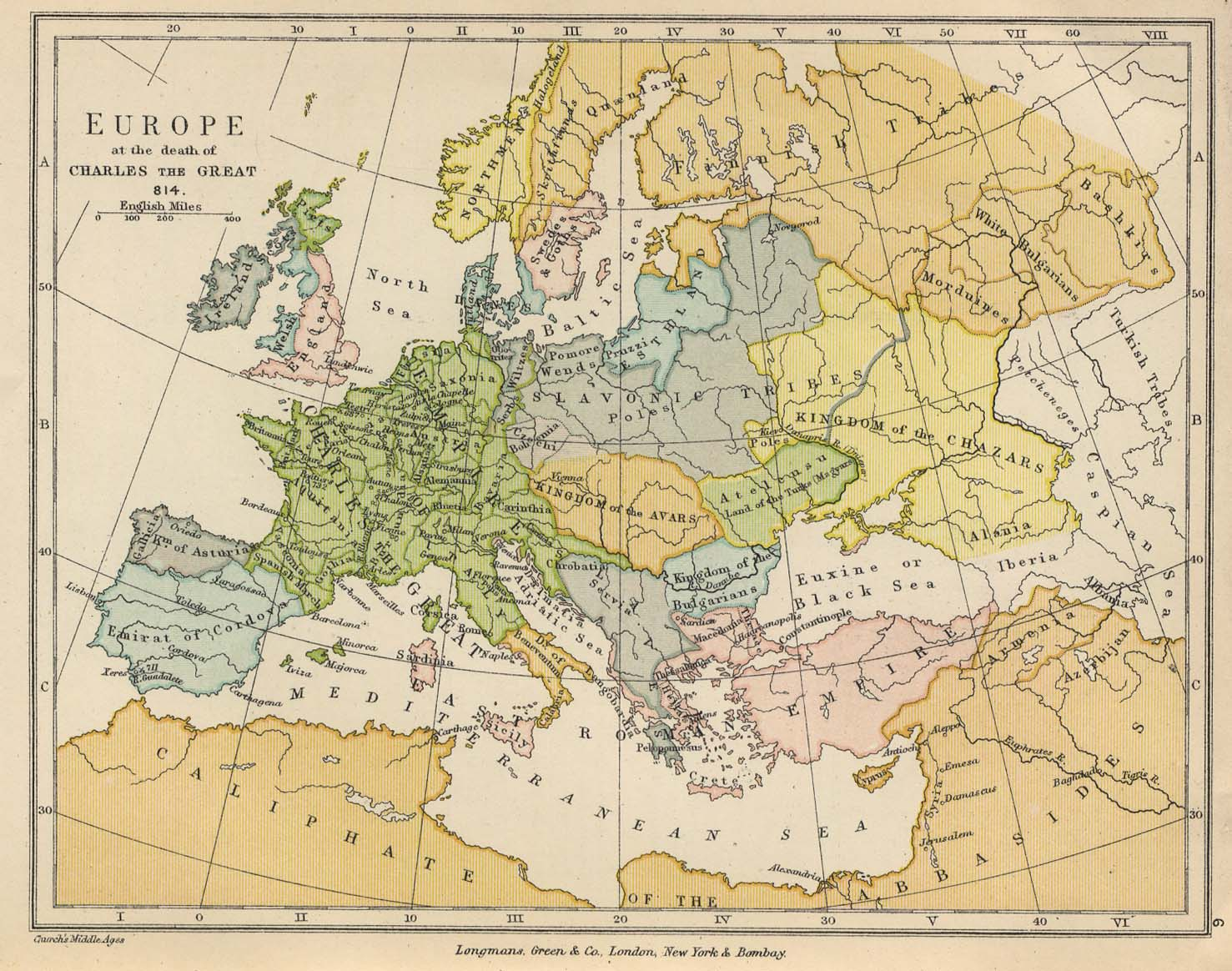
Królestwo Awarów ok. roku 814

- 782 – Demonstracja zbrojna na granicy państwa Franków.
- 787/788 – Najazdy Awarów na Bawarię i frankoński Friul, obydwa zakończone klęską.
- 791 – Kampania wojenna Franków przeciw Awarom od południa i zachodu, poprowadzona wzdłuż Dunaju po ujście Raby do Dunaju, zakończona utratą przez Awarów pasa granicznego na zachodzie – Lasu Wiedeńskiego.
- 792–795 – Wojna domowa w kaganacie. Złupienie przez Franków głównego ringu awarskiego, gdzie znajdował się skarbiec państwa.
- 795 – Atak Franków na główną twierdzę Awarów pomiędzy Dunajem a Cisą i ostateczne splądrowanie skarbca.
- 797 – Powstanie Awarów przeciw Frankom, stłumione przez Eryka, księcia friulskiego
- 799 – Kolejne powstanie Awarów, stłumione przez Franków
- 802–803 – Ostatnie powstanie Awarów. Po początkowych sukcesach zakończone ostatecznym zwycięstwem Franków.
- 805 – Chrzest nowego kagana Awarów za przyzwoleniem Franków.
- 804–807 – Opanowanie terenów na wschód od Dunaju: nad Cisą po południowy Siedmiogród przez Bułgarów Kruma.
- 811 – Interwencja Karola Wielkiego w konflikt pomiędzy zależnymi od Franków plemionami awarskimi i słowiańskimi.
- 822 – Ostatnia informacja o posłach Awarów jako przedstawicielach samodzielnego państwa na sejmie we Frankfurcie.

### Znani władcy i książęta Awarów
- ? -552 Lakhana
- 558, 562 Kandich
- 562–602 kagan Bajan I
- 602–617 Bajan II
- 617–630 Onogunduri
- 729/730 Surakat
- 791–795 Jugurus
- 795–799 tudun Kajd
- 803–? Zodan (osadzony przez Bułgarów)
- ?–805 Kapkan Theodorus
- 805–? kagan Abraham (osadzony przez Franków)
- ?–835 tudun Izaak (osadzony przez Bułgarów)
- 899 Kursan

### Źródła historyczne
- Paweł Diakon, Historia Rzymska, Historia Longobardów, przekład I. Lewandowski, Dom Wydawniczy PAX, Warszawa 1995.
- Kronika tzw. Fredegara, [w:] Greckie i łacińskie źródła do najstarszych dziejów Słowian, cz. 1 (do VIII w.), przekład i opracowanie M. Plezia, Poznań-Kraków 1952 (Prace Etnologiczne t. III)
- Kronika Wielkanocna, [w:] Testimonia najdawniejszych dziejów Słowian. Seria grecka, z. 2, wydali A. Brzóstkowska, W. Swoboda, Warszawa 1995.
- Grzegorz z Tours, Historie. Historia Franków, tłumaczenie K. Liman, T. Richter, wstęp i oprac. D. A. Sikorski, Wyd. Benedyktynów, Tyniec-Kraków 2002, s. 491.
- Teodor Synkellos, [w:] Testimonia najdawniejszych dziejów Słowian. Seria grecka, z. 3, wydali A. Brzóstkowska, W. Swoboda, Warszawa 1995.
- Jerzy Pizyda, Wojna awarska [fr.], [w:] Testimonia najdawniejszych dziejów Słowian. Seria grecka, z. 2. Pisarze z V–X wieku, wyd. i przeł. Alina Brzóstkowska i Wincenty Swoboda, Ossolineum 1989, s. 244–250.

### Opracowania
- Krzysztof Polek, Frankowie a ziemie nad środkowym Dunajem. Przemiany polityczne i etniczne w okresie merowińskim i wczesnokarolińskim (do poł. IX w.), Kraków 2007.
- Jerzy Rajman, Encyklopedia średniowiecza, Wyd. Zielona Sowa, Kraków 2006.
- Wojciech Szymański, E. Dąbrowska: Awarzy. Węgrzy. Wrocław: Ossolineum, 1979. ISBN 83-04-00246-9. OCLC 256355901.
- Wolfgang Tarnowski, Rycerze, z serii „Co? i Jak?” t. 21, Wydawnictwo Atlas, Wrocław 1995.